# Where Blue Begins
Where Blue Begins er det ottende studiealbum fra den danske sangerinde Sanne Salomonsen, der udkom i den 7. juni 1991 på Virgin Records. Det blues-orienterede cover-album blev indspillet i Memphis, Tennessee og i København. Om albummet udtalte Salomonsen, "Jeg vidste, at jeg i Memphis kunne få lov til at lave en plade med med rhythm and blues over sig, og det har jeg gerne villet i mange år. Derfor sprang jeg ud i det, jeg var vild med ideen, det var noget andet end hvad folk forventede, så bl.a. derfor gjorde jeg det."
Albummet var det næstmest solgte album i Danmark i 1991, med 144.383 solgte eksemplarer. Efterfølgende udkom albummet i Nord- og Mellemeuropa. For albummet modtog Salomonsen en Grammy for Årets danske sangerinde i 1992, ligesom hun var nomineret i kategorierne Arets danske album, Arets danske rock-udgivelse, og Arets danske hit for "Where Blue Begins". I 1994 havde albummet solgt 400.000 eksemplarer i Skandinavien, heraf over 200.000 eksemplarer i Danmark.
Where Blue Begins modtog positive anmeldelser. B.T. gav albummet seks ud af seks stjerner og skrev, "»Where Blues Begins« er så gennemført på alle leder og kanter, at pladen hæver sig langt over, hvad vi er vant til at høre fra danske kunstnere. Vokalt hæver hun sig meter højt. Den hudløshed og sensuelle undertone, hun lægger i sangene, er enestående." Anders Krag skrev for Ekstra Bladet at "Salomonsen er bedst for fuld udblæsning med et varmt rockende akkompagnement", og roste hendes vokal med ordene, "For det er stemmen, der giver de ret ordinære sange al den krop og sjæl, der gør albummet til en løfterig nydelse". Anders Rou Jensen fra Politiken skrev: "På Where Blue Begins er sproget hverken hindring eller krav, men netop blot lyde, der ligger formidabelt godt i munden på en vokalist, der så tydeligt stortrives i takt med, at tingene lykkes og lykkes og lykkes igen." Weekendavisen skrev, "Pladens ti sange viser, at Sanne Salomonsen i de rette hænder ikke bare synger lige op med, men også i sin modne og emotionelt afrundede fortolkning hyppigt overgår mange internationalt fejrede sangerinde-divaer."

## Spor
| #   | Titel                        | Sangskriver(e)                                      | Producer(e)                     | Længde |
| --- | ---------------------------- | --------------------------------------------------- | ------------------------------- | ------ |
| 1.  | "Back to My Baby"            | Leif Larson                                         | Jim Gaines, Sanne Salomonsen[a] | 4:18   |
| 2.  | "Running Free"               | Linda Duggan, John Edmed                            | Gaines, Salomonsen[a]           | 4:48   |
| 3.  | "A Love for the World"       | Duggan, Edmed                                       | Gaines, Salomonsen[a]           | 4:33   |
| 4.  | "Where Blue Begins"          | Mike Vernon, Mo Witham, Dana Gillespie, David Malin | Gaines, Salomonsen[a]           | 4:17   |
| 5.  | "When You Walk in the Room"  | Jackie DeShannon                                    | Niels Erik Lund, Jacob Andersen | 3:29   |
| 6.  | "Feels So Real (Love Hurts)" | Duggan, Edmed                                       | Gaines, Salomonsen[a]           | 4:03   |
| 7.  | "Storm Warning"              | Terry Britten, Lea Maalfrid                         | Gaines, Salomonsen[a]           | 4:24   |
| 8.  | "Responsible"                | Maggie Ryder, Dave Cook                             | Gaines, Salomonsen[a]           | 4:21   |
| 9.  | "The Fever"                  | Bruce Springsteen                                   | Lund, Andersen, Salomonsen[a]   | 4:47   |
| 10. | "Crazy Love"                 | Van Morrison                                        | Lund, Andersen, Salomonsen[a]   | 4:33   |

Noter
- ↑[a] angiver co-producer